# Hornavan
Hornavan je jezero v Laponsku v kraji Norrbotten v severním Švédsku. Hornavan leží v nadmořské výšce 425 m a jeho maximální hloubka je 221 m. Je to nejhlubší švédské jezero. Jeho rozloha kolísá mezi 220–283 km².

## Ostrovy
Na jezeře je přibližně 400 ostrovů na nichž se vyskytuje jedinečná flóra a fauna.

## Vodní režim
Protéká jím řeka Skellefte, která dále teče do jezera Uddjaure, se kterým hraničí na jihu. Mezi oběma jezery leží město Arjeplog. Stav hladiny je dnes regulován.